# Trimerotropis latifasciata
Trimerotropis latifasciata är en insektsart som beskrevs av Scudder, S.H. 1880. Trimerotropis latifasciata ingår i släktet Trimerotropis och familjen gräshoppor. Inga underarter finns listade i Catalogue of Life.